# Virtue (band)
Virtue was een Britse power- en New wave of British heavy metal-band uit Oxford, die werd geformeerd in 1981 en weer ontbond in 1988.

## Bezetting
Laatste bezetting
- Bob Duffy (e-basgitaar)
- Simon Walters (drums)
- Boz Beast (e-gitaar)
- Matt Sheldon (e-gitaar)
- Tudor Sheldon (zang)

Voormalige leden
- Darren Prothero (e-basgitaar)
- Brian Reader (e-basgitaar)
- Ian Lewington (drums)
- Adrian Metcalfe (e-gitaar)

## Geschiedenis
De band werd geformeerd in 1981 door de broers Matt (elektrische gitaar) en Tudor Sheldon (zang) om hun heavy metal-voorbeelden Iron Maiden en Judas Priest na te bootsen. Begin 1984 trad Adrian Metcalfe toe als gitarist, terwijl Brian Reader de bas speelde en Ian Lewington de drums. De eerste democassette Virtue-Defenders volgde. Omdat het resultaat voor de band niet bevredigend was, viel de band bijna uit elkaar. Er kwam echter alleen een nieuwe bezetting, zodat de band nu naast de gebroeders Sheldon bestond uit de gitarist Boz Beast, bassist Darren Prothero en drummer Simon Walters. Daarna volgden een aantal lokale optredens in Oxfordshire. In 1985 nam de band de single We Stand to Fight op bij Matinee Music in Reading, die werd uitgebracht bij Other Records. De single werd op de radio gespeeld en naar verschillende labels gestuurd. Onder de geïnteresseerden bevond zich het grote label EMI Music. De band kon echter geen contract krijgen.
Omdat de eerste editie na korte tijd uitverkocht was, werd het opvolgende jaar een tweede editie gedrukt. Eind 1986 bereidde de band de ep Fools Gold voor, die bij Hatchet Records zou verschijnen. Door een aantal problemen kon de publicatie bij het label niet plaatsvinden, zodat de ep pas in 1987 als demo op cassette verscheen. Meerdere optredens volgden en de bezetting van de band veranderde. Door de bezettingswisselingen viel de band in 1988 uit elkaar. Bob Duffy, die vóór het uiteenvallen de nieuwe bassist in de band was, voegde zich later bij Lou Taylors Tour De Force. Matt Sheldon zou later The Shock formeren met Boz Beast en een paar andere leden. Duffy zou later ook bij de band komen. In 2013 bracht No Remorse Records de ep We Stand to Fight uit, die geremasterde versies van de single We Stand to Fight en de demo Fools Gold bevatte, evenals een interview en foto's uit 2013.

## Discografie
- 1984: Virtue-Defenders (demo, eigen publicatie)
- 1985: We Stand to Fight (single, Other Records)
- 1987: Fools Gold (demo, eigen publicatie)
- 2013: We Stand to Fight (ep, No Remorse Records)